# Petr Barna
Petr Barna, född 9 mars 1966 i Prag, är en före detta tjeckoslovakisk konståkare.
Han blev olympisk bronsmedaljör i konståkning vid vinterspelen 1992 i Albertville.